# Los Javaloyas
Los Javaloyas es una banda de pop española fundada en 1952.

## Trayectoria artística
El nombre de la banda del sexteto de hoy, que actualmente incluye a tres mallorquines, se remonta al fundador y líder, el músico valenciano Luis Pérez Javaloyas (Valencia, 1928 - Palma de Mallorca, 2007)  (voz, piano y flauta), entonces de 24 años. Se asoció con cinco músicos en Valencia. Después de mudarse a Palma de Mallorca dominada por el turismo, Rafael Torres (acordeón y guitarra), Antonio Felany (batería y trompeta), Serafí Nebot (voces, saxofón, clarinete y violín) y Tony Covas (contrabajo) entraron a formar parte del grupo.
Inicialmente, la banda tocó en Mallorca, seguida de apariciones en ciudades europeas y luego en todo el mundo. En Alemania actuaron en un concierto junto a los Beatles. En la década de 1970, la banda actuó en varios festivales de éxito. También actuaron en dos películas rodadas en Caracas y Roma. El 5 de noviembre de 2014, los integrantes de la banda aun vivos fueron homenajeados con una velada de conciertos en el Teatro Principal de Palma de Mallorca.
El 29 de junio de 2023 falleció Serafí Nebot (Son Servera, 29 de septiembre de 1932) tras una vida dedicada a la música.

## Discografía

### Álbumes
- 1965: En Mallorca, La Voz de su Amo
- 1968: Los Javaloyas, La Voz De Su Amo

### EPs/Maxi-Singles/Singles
- 1960: Eres Diferente / Papá Quiere A Mamá / Los Niños Del Pireo / Tom Pillibi, Discos Belter
- 1960: La Violetera / Ay Cosita Linda / Quien Te Va A Querer / Chipichipi, Discos Belter
- 1964: Violeterra / Triana, Sonobel
- 1964: Tijuana, La Voz De Su Amo (7″-Single)
- 1964: Paradise Of Love / Ave María En El Morro / Les Montanyes / Mallorca Bella, La Voz De Su Amo
- 1964: Everything's Al'Right / Nuestro Juramento / No Me Digas Adios / Tu No Tienes Corazón, La Voz De Su Amo
- 1964: Sapore di Sale / Hippy, Hippy Shake / La Mama / Desata mi corazón, La Voz De Su Amo
- 1964:  No tiene edad / La Buenaventura / Cala d'Or / El Porompompero, La Voz De Su Amo
- 1965: Socorro, La Voz De Su Amo
- 1965: La playa de Palma, La Voz De Su Amo
- 1965: Rag Doll, La Voz De Su Amo
- 1965: En una Isla Maravillosa, La Voz De Su Amo
- 1965: Il Festival Internacional de la Canción de Mallorca, La Voz De Su Amo
- 1966: La ola marina / El gorrión / Sucu Sucu / Caminito del alma, Discos Belter
- 1966: Bomboncito melocotón / El album de fotos / Papá quiere a Mamá / Yo tengo una muñeca, Discos Belter
- 1966: Todo murió sin tu amor / Reir, Reir, Reir / Margarita / Vuelo 502, La Voz De Su Amo
- 1966: Tu amor de ayer – "Yesterday Man", La Voz De Su Amo
- 1966: Reir Reir Reir / Tot ja és mort, La Voz De Su Amo
- 1966: Sunny / Una sombra, La Voz De Su Amo
- 1966: Barbara Ann / Un hombre llorará / Mi verdad / Vivir contigo, La Voz De Su Amo
- 1967: Un eterno amor, La Voz De Su Amo / Balada de Bonnie y Clyde / Dias de Pearly Spencer / Lo que fue, La Voz De Su Amo
- 1967: Amor es mi canción / Marilu, La Voz De Su Amo
- 1967: Bona nit / Ella torna, La Voz De Su Amo, La Voz De Su Amo
- 1967:  Un hombre y una mujer / La canción de Lara, La Voz De Su Amo
- 1967: Verano en Mallorca con Los Javaloyas, La Voz De Su Amo
- 1967: Buenas vibraciones (Good Vibrations) / Quiero que me Quieras (Gimme Some Loving) / Tal vez un dia… / Has pasado a la historia (Out Of Time), La Voz de Su Amo
- 1967: Mágicos colores / Fuí Feliz / Naciste para mi / Palabras Nuevas, La Voz De Su Amo
- 1967: Vamos a San Francisco / Cuando salí de Cuba, La Voz De Su Amo
- 1968: El Porompompero / La Buenaventura, La Voz De Su Amo
- 1968: Otra Vez Mas / Santo Domingo, La Voz De Su Amo
- 1968: Cuando me enamore / Paradise of Love, La Voz De Su Amo
- 1968: Honey / Don Simón, La Voz De Su Amo
- 1969: La Chevecha / Quisiera, La Voz De Su Amo
- 1969: La Chevecha / Quisiera, La Voz De Su Amo
- 1969: La golondrina / Un poco más, La Voz De Su Amo
- 1969: Quiero volver a mi pais / Por Tu Amor, La Voz De Su Amo
- 1969: Javaloyas 69, Orlador
- 1970: Así es Alicante / La Dama de Elche, EMI/Odeon
- 1970: Y volveré / El mago, EMI/Odeon
- 1971: Dum, Dum / Ra-Ta-Ta, EMI/Odeon
- 1971: Va cayendo una lágrima / Mi única razón, EMI/Odeon
- 1971: La chica de la ladera (Menina da Ladeira) / No me molestes más (Hey Girl Don't Bother Me), EMI/Odeon